# Polska Roma
Polska Roma (z rom. dosłownie: „Polscy Romowie”), lub Polscy Cyganie Nizinni – największa z językowo-etnograficznych grup romskich zamieszkujących w Polsce, a także częściowo na emigracji: głównie w Ameryce Północnej, Szwecji, Wielkiej Brytanii i w innych krajach Unii Europejskiej.
Nazwa „Polska Roma” jest zarówno endoetnonimem tej grupy, jak też używa się jej w literaturze cyganologicznej, natomiast termin „Polscy Cyganie Nizinni” został wprowadzony przez Jerzego Ficowskiego jedynie na użytek cyganologii. Nie jest on jednak merytorycznie trafny, gdyż grupa ta nie zamieszkuje wyłącznie polskiego pasa nizin, ani też nie jest tradycyjnie związana wyłącznie z tym obszarem. Użycie nazwy „Cyganie” jest przez wiele środowisk uznawane za obraźliwe.

## Historia
Polska Roma jako osobna grupa językowo-etnograficzna zaczęła się kształtować na ziemiach zachodniej Polski w XVI wieku, dokąd poczynając od końca wieku XV, przybywali Romowie uciekający z terenu Niemiec Nazywane Sasytka Roma z tej grupy wychodzą Polska Roma. Emigracja ta miała związek z pierwszą falą antycygańskich prześladowań w historii Europy i wiele wskazuje na to, iż fakt ten trwale odcisnął się w zbiorowej świadomości grupy, która do dziś (w odróżnieniu np. od przybyłych z powodów ekonomicznych Romów Bergitka) wykazuje stosunkowo dużą zamkniętość wobec obcych (gadziów) oraz przywiązanie do romskiej tradycji. Śladem dłuższego pobytu w Niemczech jest spora liczba germanizmów, obecnych w używanym przez tę grupę dialekcie języka romani.
Ukształtowana w ten sposób społeczność pozostała w Rzeczypospolitej, mimo że również tu, wzorem krajów zachodnich, Trybunały Koronny i Trybunał Główny Wielkiego Księstwa Litewskiego uchwaliły ustawy banicyjne wobec osób prowadzących koczowniczy tryb życia. Prawo to jednak nie było w pełni egzekwowane, zaś Romowie (mimo że to właśnie w nich było ono oryginalnie wymierzone) potrafili go uniknąć znajdując możnych protektorów. Szlachta i magnateria, ceniąc bowiem wysoko tradycyjne romskie umiejętności (handel końmi, muzykanctwo, rozrywkę, kowalstwo i inne zajęcia metalurgiczne), przyjmowały często członków omawianej grupy do swych majątków, gdzie mogli się oni osiedlać, lub wedle potrzeby sezonowo wędrować. Nie obowiązywało więc ich tzw. poddaństwo osobiste (przypisanie do ziemi) egzekwowane wobec innych osób należących do stanu chłopskiego, w tym częściowo również wobec Romów Bergitka. W wielu majątkach Romowie posiadali ponadto swych oficjalnych reprezentantów wobec właściciela ziemi, tzw. królów cygańskich, zaś osobny urząd króla istniał nawet dla Romów przebywających (de facto nielegalnie) na ziemiach państwowych. Mimo to również w Polsce zdarzały się liczne akty nietolerancji i pogromy, szczególnie w czasie wojen XVII i XVIII wieku, zaś urząd krajowego króla cygańskiego był wielokrotnie wykorzystywany do celów osobistych przez ludzi, niemających żadnego związku ze sprawami społeczności. W okresie reform oświeceniowych Romowie uzyskali na krótko prawa obywatelskie (nadaniem uniwersału Komisji Obojga Narodów z 1791 roku), utracone jednak szybko wskutek upadku Polski.
Okres zaborów w historii grupy Polska Roma zaznaczył się czasem licznych prześladowań (szczególnie w Cesarstwie Rosyjskim) oraz dużym spadkiem liczebności (dane dla Kongresówki podają, że nawet do liczby mniejszej niż 1000 osób), W II połowie XIX wieku na ziemie polskie napłynęli z południa Romowie należący do grup Kełderaszy i Lowarów, którzy rozpoczęli skuteczną konkurencję z grupą Polska Roma w wielu tradycyjnie wykonywanych profesjach.
Po roku 1918 dominacja Kełderaszy wzmogła się, a nawet uzyskała oficjalne poparcie władz, które najczęściej przedstawicielom tej właśnie grupy przyznawały status tzw. króla cygańskiego. W całym okresie międzywojennym lokalni lub ogólnokrajowi królowie rościli sobie prawo do władzy nad wszystkimi Romami niezależnie od podziałów kulturowo-językowych, prowadząc rywalizację, będącą często odbiciem szerszego tła politycznego. Władza ta nie była jednak na ogół legitymizowana przez autorytety z grupy Polska Roma.
Wraz z inwazją III Rzeszy na Polskę rozpoczęła się masowa eksterminacja ludności romskiej. Grupa Polska Roma poniosła w jej wyniku bardzo dotkliwe straty, zaś jej przedstawiciele byli mordowani przez oddziały SS i kolaborujące z nimi jednostki najczęściej w miejscach ich schwytania, na obozowiskach leśnych (rzadziej w obozach koncentracyjnych, np. Kulmhof, Auschwitz-Birkenau), w odróżnieniu np. od Romów Bergitka, którzy byli na ogół umieszczani w gettach i obozach.
Po wojnie ocalali po Porajmos Romowie starali się nadal prowadzić tradycyjny styl życia. Jednakże nawet wśród bardzo konserwatywnie i ekskluzjonistyczne nastawionej grupy Polska Roma zaczęły pojawiać się oznaki otwierania na świat zewnętrzny, czego przykładem może być przeznaczona również dla gadziów twórczość Papuszy, pierwszej romskiej poetki. Jednakże to nie chęć otwarcia na świat, lecz brutalna ingerencja świata zewnętrznego przyniosła załamanie tradycyjnego stylu życia. Rozpoczęta w 1964 roku przez władze PRL tzw. akcja produktywizacyjna ludności romskiej była wymierzona głównie w wędrujących nadal przedstawicieli omawianej grupy, zaś jej skutkiem okazał się nie tylko całkowity zanik romskiego koczownictwa w Polsce, lecz także pojawienie się wielu problemów związanych z nieprzystosowaniem do nowego stylu życia.

## Kultura

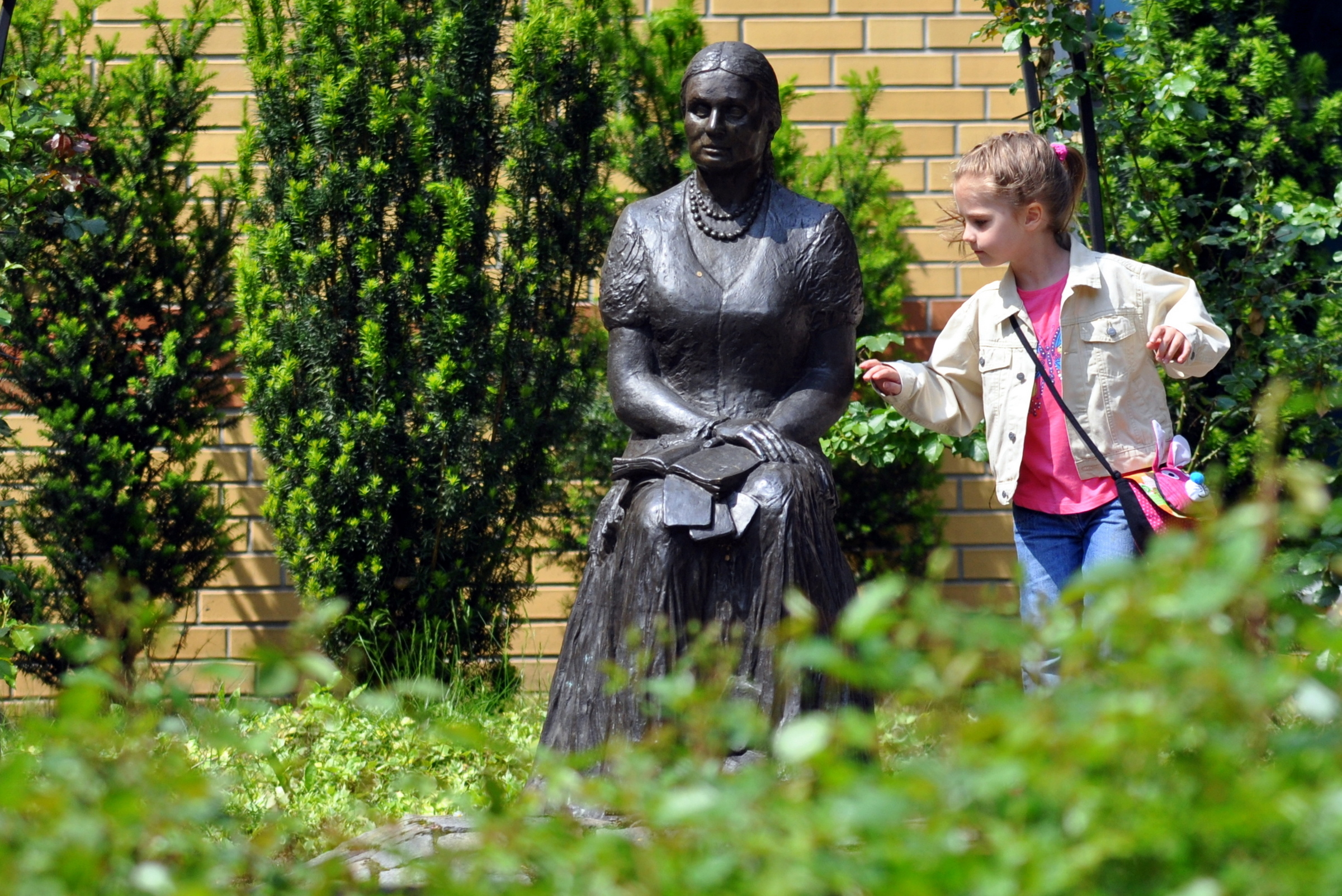
Gorzów Wielkopolski, pomnik poetki Bronisławy Wajs (Papuszy)

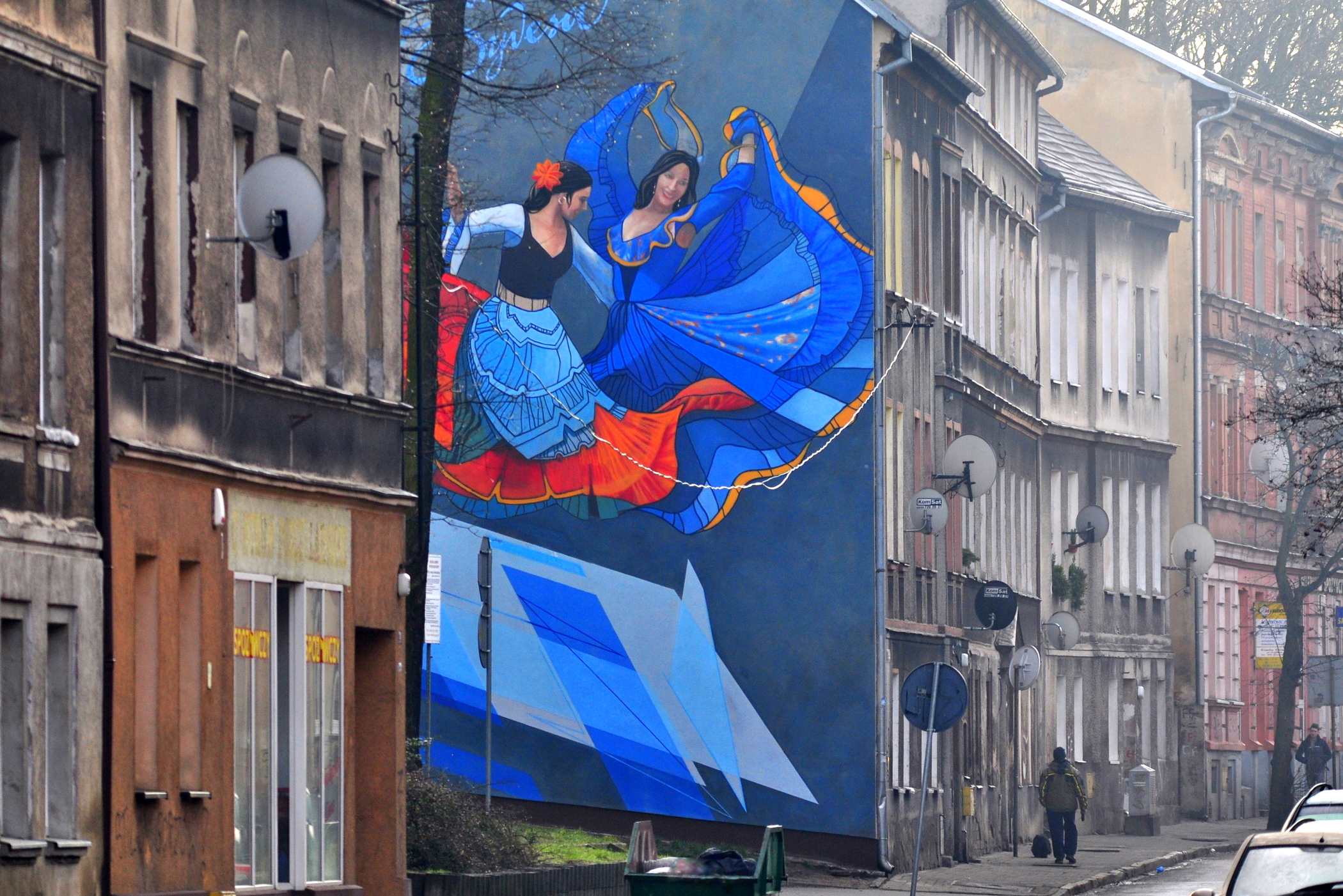
Gorzów Wielkopolski, mural propagujący festiwal Romane Dyvesa

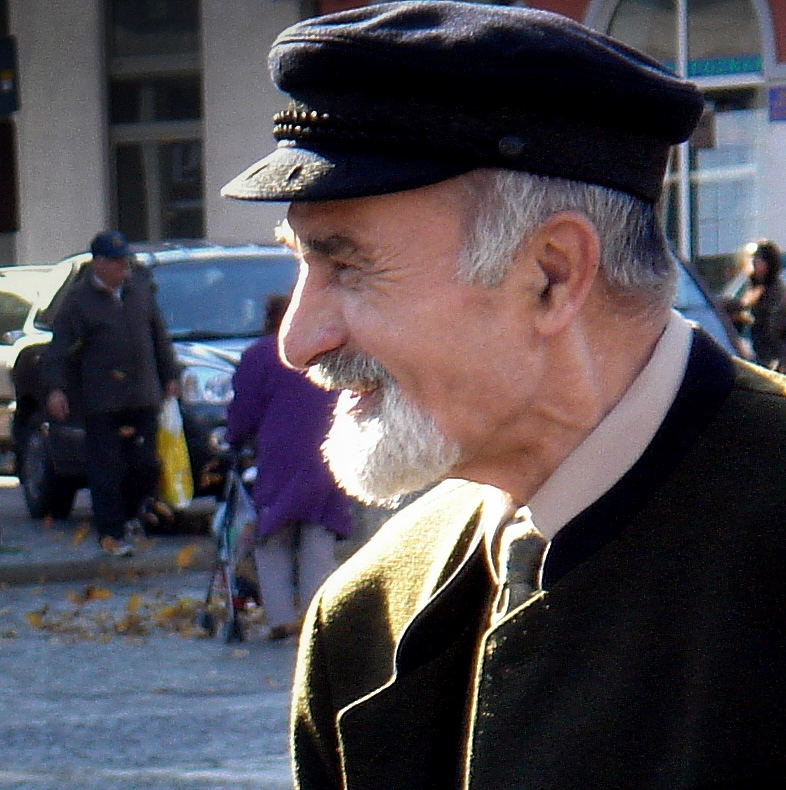
Karol Parno Gierliński

Polska Roma na tle innych grup romskich w Polsce i na świecie charakteryzuje się nadal dość dużą zamkniętością wobec gadziów oraz przywiązaniem do tradycyjnych wartości. Pojęcie romanipen jest w tej grupie bardzo konserwatywnie rozumiane, zaś jego zasady ściśle przestrzegane. Tym sposobem np. kariera lekarska jest dla jej przedstawicieli tradycyjnie zamknięta, gdyż zawód ten wymagałby od nich kontaktu z substancjami uznanymi za nieczyste. Podobne ograniczenia dotyczą nie tylko rozwoju zawodowego, lecz również sfery kulinarnej, higieniczno-bytowej, stosunków i ról społecznych, okazywania emocji itd. Na straży przestrzegania tych zasad stoi nie tylko bardzo restrykcyjna opinia społeczna, lecz także obdarzona dużym autorytetem instytucja Szero Roma. Romanipen w ujęciu tej grupy kładzie duży nacisk na kwestię tożsamości etnicznej, prawidłowe celebrowanie tradycyjnych obrzędów (np. chrzcin, zaręczyn, wesel czy pogrzebów), używanie języka romani oraz uprawianie tradycyjnych zawodów, np. muzykanctwa, handlu końmi (obecnie samochodami), kowalstwa oraz innych form metalurgii (np. cynowania naczyń kuchennych), wróżenia, dawniej także ziołolecznictwa i tresury zwierząt.
Grupa Polska Roma dzieli się na szereg podgrup lub tzw. klanów (rom. vica), jak np. Varmiaki, Lešaki, Berniki,‘‘Pluniaki‘‘ itd., które z kolei dzielą się na poszczególne rodziny. Szczególne miejsce w tej strukturze zajmują tzw. Bareforytka Roma, czyli „Romowie warszawscy” (od rom. baro foros: „wielkie miasto”).
Tradycyjnie Polska Roma są wyznawcami katolicyzmu oraz biorą udział w wielu ogólnokrajowych wydarzeniach religijnych. Raz w roku przedstawiciele społeczności licznie uczestniczą w pielgrzymce Romów do sanktuarium w Limanowej.
Dialekt północno-wschodniej gałęzi języka romani, którym mówią, jest najszerzej reprezentowanym dialektem romskim w Polsce i choć nie ma on powszechnie przyjętej normy literackiej ani standardowego zapisu, w Suwałkach działa jedyna w Polsce szkoła podstawowa ucząca w nim, a w roku 2007 w Gorzowie Wielkopolskim został wydany pierwszy podręcznik dla dzieci w wieku wczesnoszkolnym pt. „Miri szkoła – Romano elementaro” opracowany przez Karola Parno Gierlińskiego. Wydawane są także czasopisma, m.in.: Rrom p-o Drom, Pheniben-Dialog, Romano Atmo, Romano Dźipen.
Polska Roma, których oryginalny folklor podziwiany był od dawna przez etnografów, znani są obecnie przede wszystkim ze swej bogatej twórczości muzycznej. Ich tradycyjna oraz współczesna twórczość są reprezentowane na międzynarodowych festiwalach kultury romskiej w Gorzowie Wielkopolskim (Międzynarodowe Spotkania Zespołów Cygańskich „Romane Dyvesa”) oraz w Ciechocinku (Międzynarodowy Festiwal Piosenki i Kultury Romów).

## Współczesne problemy społeczne
Problemy, z jakimi stykają się przedstawiciele omawianej grupy, nie odbiegają zasadniczo od ogólnego wzorca obecnej sytuacji społecznej wszystkich Romów w Polsce.